# Système d'exploitation mobile

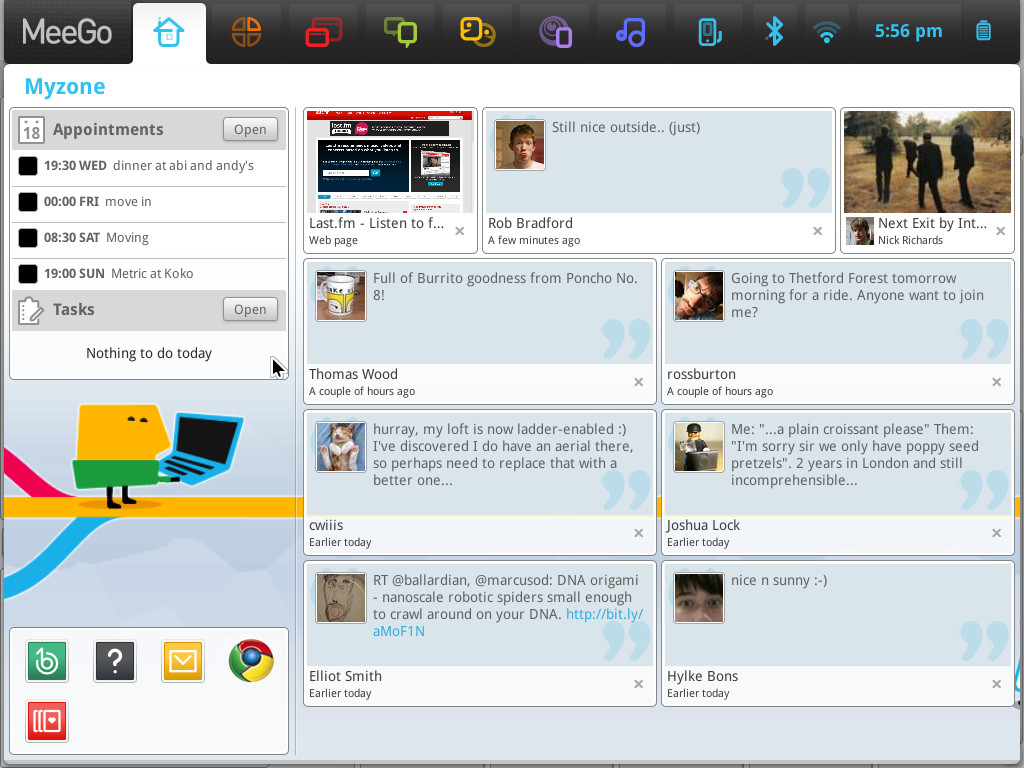
Système d'exploitation mobile MeeGo

Un système d'exploitation mobile est un système d'exploitation conçu pour fonctionner sur un appareil mobile. Ce type de système d'exploitation se concentre entre autres sur la gestion de la connectivité sans fil et celle des différents types d'interface.

## Systèmes d'exploitation des smartphones

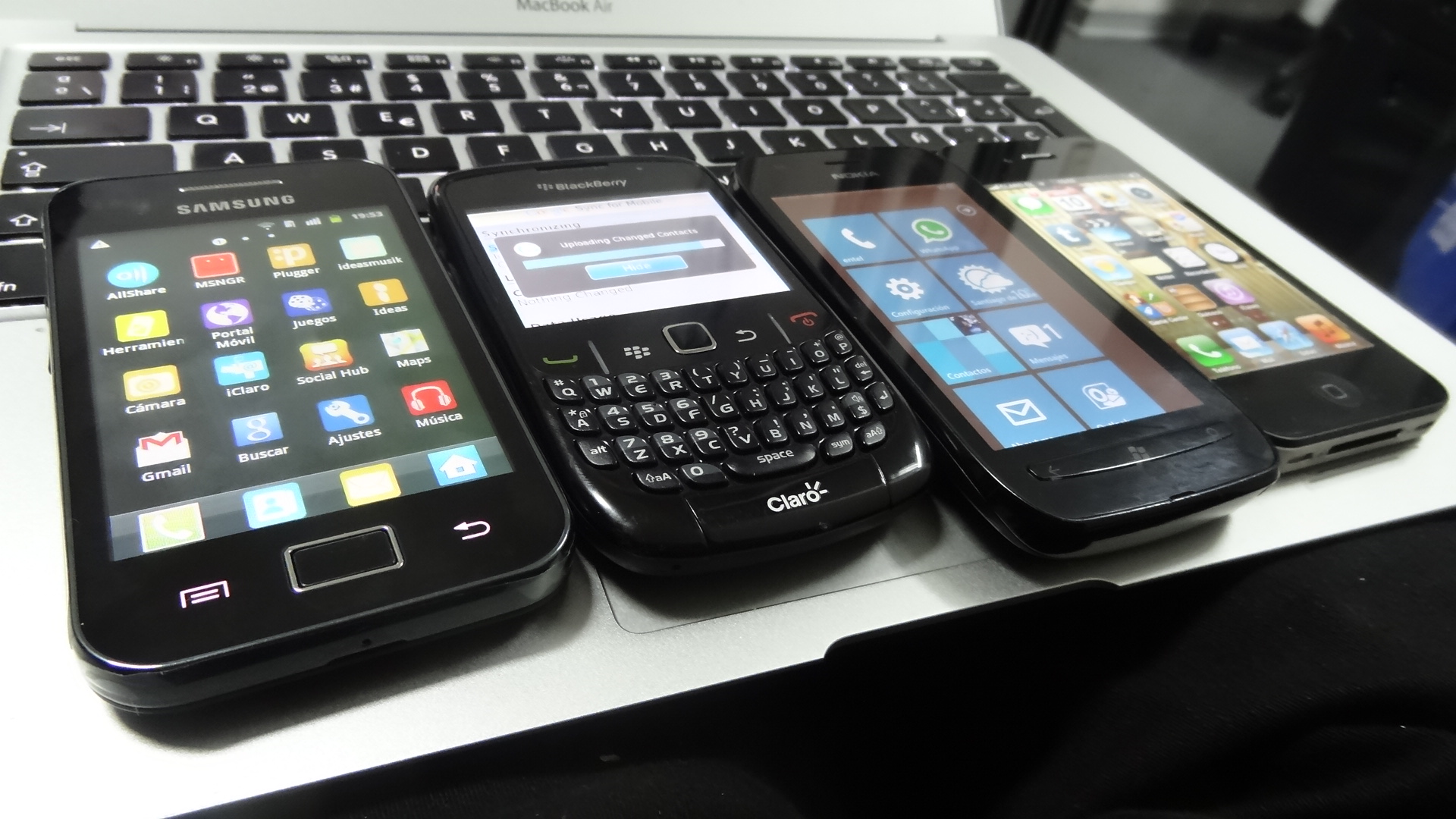
Plusieurs smartphones sous divers systèmes d'exploitation: Android, BlackBerry, Windows Phone, iOS

Les principaux systèmes d'exploitation présents sur les smartphones sont aujourd'hui :
- Android de Google, open source, 70.29% de parts de marché en 2023
- iOS d'Apple, propriétaire, closed source, 28.99% de part de marché en 2023[1]

Anciennement, on trouvait aussi les systèmes Windows Phone de Microsoft, Bada de Samsung, BlackBerry OS de RIM, Symbian OS de Nokia ou LG webOS. Tous ces systèmes d'exploitation sont cependant obsolètes aujourd'hui, leur développement a été stoppé ou abandonné faute de possibilité de croissance ou de parts de marché suffisamment importantes face à la concurrence d'Android. Les derniers en date, Windows 10 Mobile et Blackberry OS, ont continué encore à recevoir des mises à jour de sécurité jusqu'en fin 2019.
Android, Bada, Firefox OS, Maemo, Tizen et WebOS sont construits sur un noyau Linux ; en revanche, le système d'exploitation des iPhones dérive de BSD et de NeXTSTEP qui sont tous deux liés à Unix.
Dans les années 2010, se développent moult initiatives de systèmes d'exploitation mobiles, dont une partie va pérécliter, faute d'investissement, de support, ou d'intérêt du marché. Cependant, d'autres systèmes, considérés "communautaires" par rapport au logiciel libre, et ne dépendant que partiellement, voire aucunement d'entreprises, vont voir le jour : Les systèmes d'exploitation mobiles non basés sur iPhone ou Android.

## Systèmes d'exploitation utilisés par les smartphones

### Plateformes logicielles actuelles

#### AndroiddeGoogle

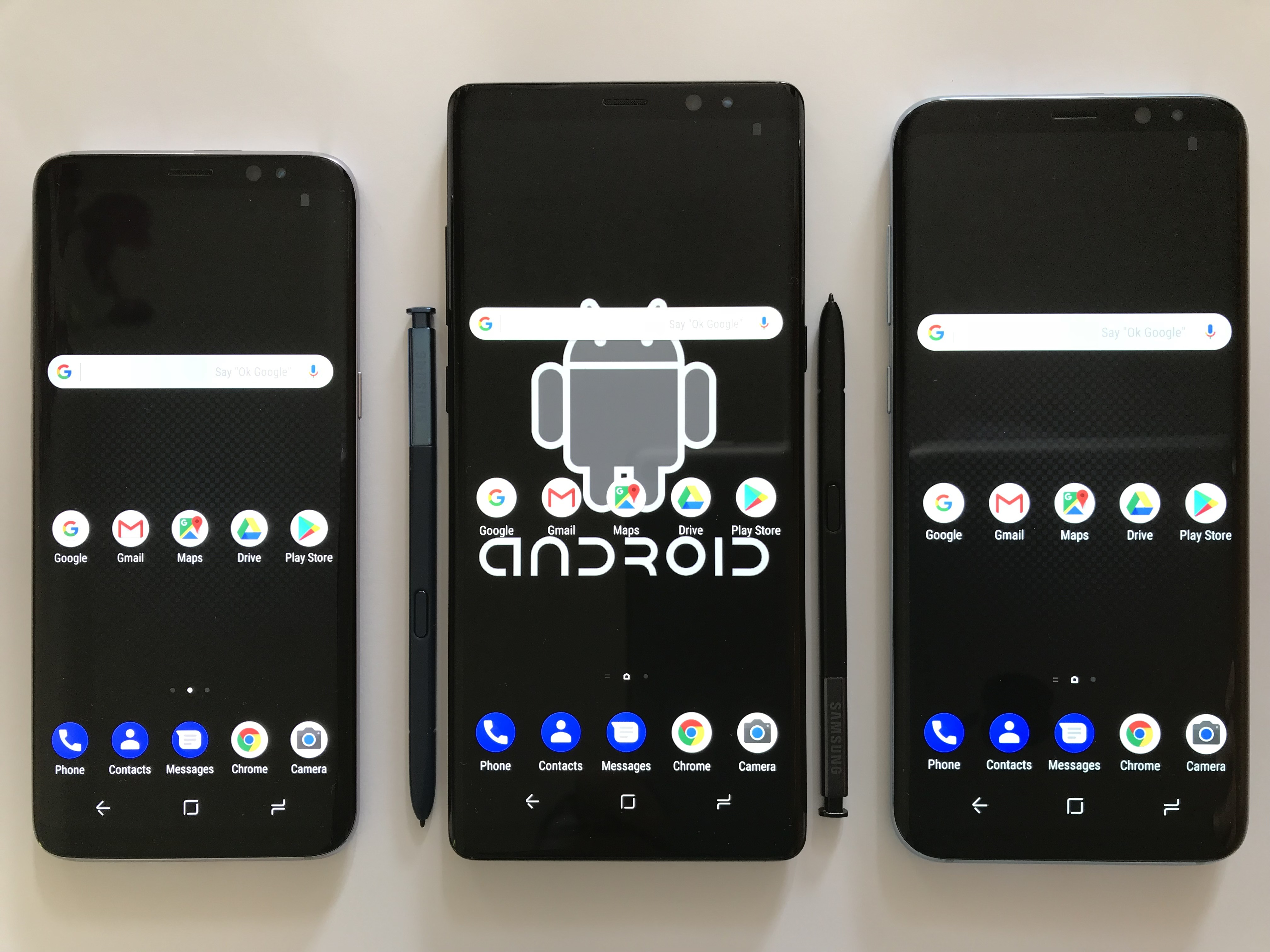
Android pour smartphone sur Samsung Galaxy

Android de Google fut développé par une petite startup ensuite achetée par Google qui poursuit activement son développement. Android distribué sous licence open source est une variante de Linux. Google a lancé Open Handset Alliance qui regroupe des grands constructeurs et développeurs de logiciels (tels qu'Intel, HTC, ARM, Samsung, Motorola et eBay). Il a eu vingt versions, chacune portant un nom de code spécifique : Android 1.0 (Apple Pie / Tarte aux Pommes), 1.1 (Banana Bread / Petit Four), 1.5 (Cupcake), 1.6 (Donut), 2.0 (Eclair / Éclair), 2.1 (Eclair / Éclair), 2.2 (Froyo ou Frozen Yogurt / Yaourt Glacé), 2.3 (Gingerbread / Pain d'Épice), 3.0 (Honeycomb / Rayon de Miel), 4.0 (Ice Cream Sandwich / Sandwich à la Crème Glacée), 4.1 (Jelly Bean / Dragée), 4.2 (Jelly Bean / Dragée), 4.3 (Jelly Bean / Dragée), 4.4 (KitKat), 5.0 (Lollipop / Sucette), 6.0 (Marshmallow / Guimauve), 7.0 (Nougat), 8.0 (Oreo), 9.0 (Pie / Tarte), 10.0 (Q), et la dernière version, 11.0 (R). Chaque version a subi des mises à jour, il n'est donc pas rare de rencontrer une version telle que 2.3.3, 4.0.4 ou encore 4.1.2.
Depuis l'introduction du téléphone HTC Dream (T-Mobile G1, le premier smartphone sous Android), on constate une explosion du nombre de téléphones qui l'ont adopté. Du second trimestre 2009 au second trimestre 2010, la part de marché d'Android est passée de 1,8% à 17,2% avec un taux de croissance de 850%. Et le nombre d'applications a fortement augmenté.
Le 15 novembre 2011, Android atteint les 52,5% de part du marché mondial des smartphones.
En septembre 2014, la part de marché mondiale d'Android est passée à 85 %.
Au premier trimestre 2017, la part de marché mondiale d'Android est de 85 %.

#### iOSd'Apple
L'iPhone, l'iPod Touch et l'iPad utilisent tous le système d'exploitation iOS, qui est dérivé de macOS. Les applications tierces sont supportées depuis juillet 2008. L'App Store propose désormais plus d'un million d'applications.
En septembre 2014, la part de marché d'iOS était de 11%.
Au premier trimestre 2017, la part de marché mondiale d'iOS est de 14.7%.

#### Tizen
Samsung est le premier à présenter un smartphone sous Tizen, sous le numéro de modèle SM-Z9005, en août 2013. Celui-ci reprend des atouts de Bada, le système d'exploitation maison et de Meegoo.
Peu de smartphones sont sortis avec ce système d'exploitation, majoritairement des smartphones Samsung (ZEQ 9000, Z1, Z2 et Z3) et sortis principalement en Inde.
Le système d'exploitation est essentiellement utilisé dans les montres connectées de Samsung.

### Noyau Linux, cœur d'Androïd
Linux est un noyau utilisé par différents systèmes d'exploitation dont Android. Il n'est donc pas un système d'exploitation en lui-même, ne pouvant être utilisé sans projet logiciel autour.
Bien que souvent considéré par extension comme un système d'exploitation (notamment sur les PC et serveurs où il est associé à GNU), Linux est un noyau sur lequel sont basés différents systèmes d'exploitation, notamment pour les systèmes d'exploitation mobiles, dont Android et ses dérivés.
Avec l'avènement des smartphones et d'Android, il devient le noyau le plus utilisé dans la téléphonie mobile.

### BSD, Mach, Darwin, Nexstep, base d'iOS
Le système mobile d'Apple iOS a pour base une adaptation de macos pour mobile, lui-même basé partiellement sur différentes composantes : NextStep, Darwin, XNU et Mach de l'université Carnegie-Mellon.

### Autres OS émergents
Depuis le début des années 2010, différents projets, soutenus par des entreprises ou complètement communautaires, ont pu émerger pour permettre une alternative à Android, sur les smartphones.
Par exemple, l'entreprise finlandaise Jolla développe SailfishOS, indépendant d'Androïd ; Purism développe PureOS sur le smartphone Librem. On peut aussi citer l'adaptation de Linux communautaires, comme Postmarketos, Mobian, Manjaro Mobile, Plasma Mobile, et beaucoup d'autres, dont le succès se fait écho au début des années 2020.

### Plateformes logicielles abandonnées

#### BadadeSamsung
Ce système d'exploitation a été développé par la société coréenne Samsung qui devait l'installer sur ses téléphones traditionnels. Confirmant, à moyen terme la fusion des mobiles simples avec les smartphones.
Le premier appareil qui exploite Bada est le Wave et fut lancé en 2010. Il s'agit d'un téléphone tactile qui dispose d'un magasin d'application appelé Samsung Apps. Cette boutique possède maintenant plus de 5 000 applications. Samsung supporte aujourd'hui Android sur la plupart de ses smartphones.
Le 25 février 2013, Samsung annonce qu'il va arrêter le développement de Bada pour se concentrer, à la place, sur l'utilisation d'Android et le développement de Tizen.

#### BlackBerry OSdeBlackBerry
(1% de part de marché 2014 au second trimestre 2014) (source fermée, propriétaire)
Ce système fut créé à l'origine en 1999 pour le marché des hommes d'affaires. Il occupait 18,2% de parts de marché au 2e trimestre 2010.
Il y a eu aussi BlackBerry 10 OS, basé sur QNX, créé en 2012 et arrêté en 2015. Le support de BlackBerry 10 OS se terminera fin 2019 mais certains services s'arrêteront avant cette date.
La part de marché de BlackBerry est descendue à 1% en 2014.
Au premier trimestre 2017, la part de marché mondiale de BlackBerry OS est inexistante.
La dernière mise à jour de BlackBerry 10 date de juin 2018.

#### CyanogenMod
CyanogenMod est un système d'exploitation de remplacement sur plus de 70 smartphones et tablettes, basé sur Android. Il offre des fonctionnalités et des options indisponibles sur les versions d’Android distribuées par les vendeurs sur leurs appareils.
Le 24 décembre 2016, CyanogenMod a annoncé sur leur blog qu'ils ne publieraient plus aucune mise à jour de CyanogenMod. Tout le développement sera transféré vers LineageOS.

#### Firefox OS
Firefox OS (précédemment connu sous le nom de Boot to Gecko ou B2G) est un système d'exploitation mobile libre proposé et développé par la Mozilla Corporation. Il est arrêté en décembre 2015.

#### LG webOS
C'est le système d'exploitation de Palm qui fut racheté par HP, et fonctionnait aussi bien sur les smartphones que sur les tablettes.
Le constructeur annonce fin 2011, l'arrêt du développement en interne et la prochaine libération du projet webOS et sa distribution en logiciel libre.
Le 25 février 2013, LG rachète WebOS à HP pour intégrer le système d'exploitation dans ses télévisions connectées.

#### MeeGo

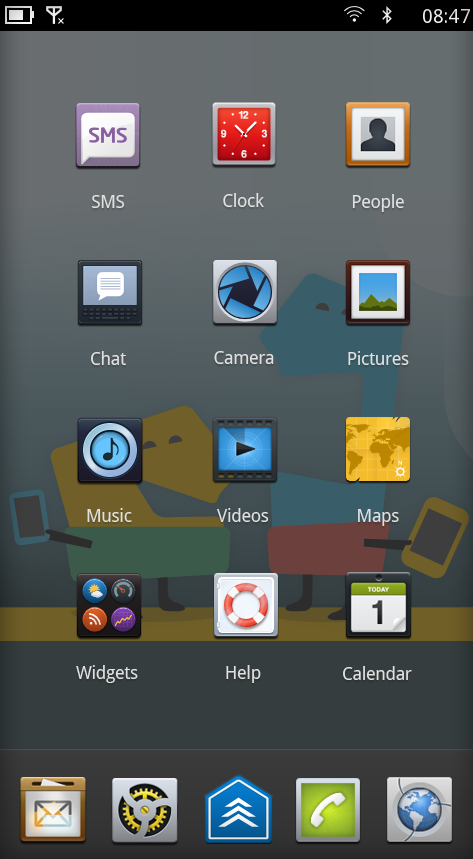
L'interface encore en développement de MeeGo

Ce système d'exploitation n'a été vendu avec aucun appareil et il a été timidement soutenu par les fabricants. Seul Nokia aura vendu un smartphone reposant sur MeeGo, le Nokia N9, à partir de septembre 2011, puis, à la suite du changement de direction de la société, celle-ci s'oriente vers du tout Microsoft. Lenovo s'est intéressé à lui, pour finalement le laisser de côté. Intel qui s'était aussi engagé dans ce projet, l'a finalement laissé tomber. Le projet sera repris et évoluera sous le nom de Tizen.

#### Symbian OS
L'équipe de Symbian OS a annoncé le 7 janvier 2013 l'arrêt du système d'exploitation.

#### Ubuntu Touch
(licence open source) Lancé début 2013 et arrêté en avril 2017. Après l'annonce, le 5 avril 2017, de l'arrêt d'Ubuntu Touch par Canonical, le projet UBports a récupéré son code source et s'est donné pour mission de poursuivre son développement. Canonical a donné son accord de principe pour que le nom d'Ubuntu Touch puisse continuer à être utilisé. UBports est à l'origine le nom d'un projet communautaire visant à porter le système d'exploitation pour téléphone mobile et tablette Ubuntu Touch sur un maximum d'appareils. Il a été lancé en 2015 par Marius Gripsgård.

#### Windows PhonedeMicrosoft
Le système Windows CE était largement distribué en Asie. Les deux variantes de ce système d'exploitation et Windows Mobile 6 standard lancé en février 2007 ont été peu adoptées.
La part de marché de Windows mobile a décliné ces dernières années pour descendre à 5% au 2e trimestre de 2010.
Windows Phone 7
Le 15 février 2010 Microsoft a lancé un nouveau système d'exploitation pour mobile, Windows Phone 7. Il inclut des services de Microsoft comme Windows Live, Zune, Xbox Live et Bing. Comme Windows Phone 7 est une nouvelle plate-forme, il n'existe aucune compatibilité avec les anciennes applications Windows Mobile.
Windows Phone 7 reçoit deux mises à jour majeures après son lancement :
- Windows Phone 7.5 sorti en septembre 2011, apportant le multi-tâches complet, Internet Explorer 9, intégration de Twitter, reconnaissance vocale.
- Windows Phone 7.8 sorti en janvier 2013, apportant la plupart des fonctionnalités de Windows Phone 8.

La dernière mise à jour est sortie en mars 2013, avec des améliorations diverses et corrections de bugs. Le support de Windows Phone 7 est stoppé au 14 octobre 2014.
Aucun smartphone tournant sous Windows Phone 7 n'a pu passer sous Windows Phone 8 à cause du changement de noyau du système d'exploitation, passant d'un noyau CE à un noyau NT.
Windows Phone 8
Windows Phone 8 est lancé au second semestre 2012 et Windows Phone 8.1 est lancé juin 2014. Chaque version a reçu des mises à jour mineures. La dernière mise à jour de Windows Phone 8.1 est sortie en mars 2015.
Microsoft rachète en 2013 la division mobile de Nokia afin de pouvoir améliorer et faire progresser son système d'exploitation.
En septembre 2014, la part de marché de Windows Phone était de 2,5% mais la part de marché s'est réduite progressivement.
Une partie des smartphones tournant sous Windows Phone 8.1 a pu migrer vers Windows 10 Mobile.
Le support est officiellement arrêté le 11 juillet 2017.

#### Windows 10 MobiledeMicrosoft
Lancé courant 2015, comme successeur de Windows Phone 8.
Le 9 octobre 2017, Microsoft annonce la fin du développement du système d'exploitation, seules des mises à jour de sécurité seront développées.
Au premier trimestre 2017, la part de marché mondiale de Windows 10 Mobile est de 0,1 %.
Le support de Windows 10 Mobile s'est terminé en janvier 2020.

### Forkd'Android

#### Mer
Dérivé de Meego il sert de base au développement de Sailfish OS. Cependant il ne possède pas d'interface graphique il faut donc lui coupler Nemo Mobile pour obtenir un système d'exploitation exploitable graphiquement parlant.

#### OpenMoko
OS open-source créé pour être exécuté sur les modèles Neo1973, Neo Freerunner ainsi que sur les cartes GTA03 et GTA04.

#### QtMoko
OS open-source basé sur QT Extendeded. Le système est prévu pour s’exécuter sur un Neo Freerunner ou sur une carte Golden Delicious GTA04.

### Autres systèmes d'exploitation

#### Sailfish OS
Système d'exploitation basé sur Mer et développé par Jolla (anciens employés de Nokia). Le système d'exploitation utilise le framework Qt. Il n'est pas un fork d'Android, mais de Meego.

#### Google Fuchsia
Futur système d'exploitation de Google.

### Systèmes émergents, décennie 2010
Entre 2010 et 2020, le marché des smartphones se concentre sur les deux plus gros acteurs : Apple et son iPhone, et Google proposant Android ; face à ce duopole de facto, d'autres initiatives émergent : Blackberry tente de poursuivre sa course, au même titre que Microsoft rachète la division mobile de Nokia comme base pour lancer son nouveau système Windows Phone. Cependant, aucun des deux ne percera : entre 2015 et 2020, les deux mettront fin à leurs offres commerciales, puis recommanderont par la suite de s'équiper avec un autre fabricant.
En revanche, depuis le début de la décennie 2010, différentes initiatives communautaires percent avec plus ou moins d'autre succès, dans le logiciel libre : Ubuntu_Touch, SailfishOS, Manjaro, PostmarketOS ou encore Maemo Leste ; certains sont à titre d'expérimentation, d'autres sont suffisamment stables pour un usage basique, mais parfois réservés à un public averti.
Voir aussi : Liste de systèmes d'exploitation mobiles non basés sur Androïd.